# Haliotis speciosa
Haliotis speciosa is een slakkensoort uit de familie van de Haliotidae. De wetenschappelijke naam van de soort is voor het eerst geldig gepubliceerd in 1846 door Reeve.